# Gert Dockx
Gert Dockx (Turnhout, 4 de julio de 1988) es un ciclista belga que fue profesional entre 2009 y 2016.
Debutó como profesional en 2009 con el equipo estadounidense Team Columbia. En 2011 fichó por el Omega Pharma-Lotto, en el que militó, con distintas denominaciones, hasta su retirada en 2016.

## Palmarés
2008
- 1 etapa de la Ronde d'Isard

2013
- 2 etapas de la Tropicale Amissa Bongo

## Resultados en Grandes Vueltas
| Carrera | Carrera         | 2009 | 2010 | 2011 | 2012 | 2013  | 2014  | 2015 | 2016  |
| ------- | --------------- | ---- | ---- | ---- | ---- | ----- | ----- | ---- | ----- |
|         | Giro de Italia  | —    | —    | 96.º | —    | 104.º | 115.º | —    | —     |
|         | Tour de Francia | —    | —    | —    | —    | —     | —     | —    | —     |
|         | Vuelta a España | —    | —    | 92.º | —    | —     | —     | —    | 126.º |

—: no participa
Ab.: abandono

## Equipos
- Columbia/HTC (2009-2010)
  - Team Columbia-HTC (2009)
  - Team HTC-Columbia (2010)
- Lotto (2011-2016)
  - Omega Pharma-Lotto (2011)
  - Lotto Belisol Team (2012-2013)
  - Lotto Belisol (2014)
  - Lotto Soudal (2015-2016)